# Gaston Milhaud
Pour les articles homonymes, voir Milhaud.
Samuel Milhaud, dit Gaston Milhaud, (né le 10 août 1858 à Nîmes, mort le 1er octobre 1918 à Paris) était un historien des sciences et philosophe français.

## Biographie
Gaston Milhaud effectua ses études secondaires au lycée de Nîmes et fut reçu, à 16 ans, lauréat du Concours général de 1874 avec le premier prix de dissertation philosophique. Il fut admis en 1878 en Sciences à l’École Normale Supérieure et en sortit agrégé de mathématiques en 1881.
Milhaud fut successivement professeur de mathématiques spéciales au Havre (1882-1890) - où il fut le colocataire du jeune Pierre Janet - puis à Montpellier (1890-1909). C'est dans cette dernière ville que, tout en enseignant aux élèves de préparatoires scientifiques, il commence à s’intéresser à l'histoire des sciences : en 1892, il donne aux étudiants de la Faculté de Lettres un cours sur « Les origines de la Science grecque », dont il publiera le texte aux Éditions Alcan l'année suivante. 
Le 9 mars 1894, il soutient ses deux thèses de doctorat ès lettres à la Faculté de Paris. La première, en français, traite des conditions et limites de la certitude logique. La deuxième, en latin, pose la question de savoir si la méthode de René Descartes est efficace pour éclairer sa propre œuvre. 
En 1909, la Sorbonne créa pour lui une chaire spéciale de Philosophie (« Philosophie dans ses rapports avec les Sciences exactes »), où devaient lui succéder Abel Rey puis Gaston Bachelard.
Gaston Milhaud fut un contributeur actif de la Revue scientifique, de la Revue générale des sciences, de la Revue des études grecques, de la Revue philosophique, de la Revue de métaphysique et de morale, ou encore de la Revue des cours et conférences. Il a participé au Congrès d'histoire des sciences de 1900 ainsi qu'au Congrès de philosophie la même année.
Il est le père de Jean Milhaud.

## Sa pensée
Milhaud appartenait à un groupe de penseurs qui rejetaient l'empirisme comme le positivisme, les deux doctrines scientistes à l'honneur dans la France de la Belle Époque. Pour lui, l’intuition est à l'origine de nos concepts, et ce n'est que par le retour aux principes mathématiques fondamentaux que l'on atteint la conscience absolue. I. Benrubi voit d'ailleurs en lui un représentant du néocriticisme et du courant néo-kantien.
Le spiritualisme de Milhaud en fait l'un des pionniers du conventionnalisme. En tant qu'historien des sciences, il se consacra à l’œuvre de Zénon d'Élée et à l'histoire des paradoxes logiques ; en tant qu'épistémologue, aux paralogismes et au rôle de la démonstration en mathématiques et en physique. Toutefois, lui-même ne séparait pas ses recherches historiques de l'étude philosophique des principes de ces sciences, et s'il s'est presque exclusivement limité à l'étude de la science grecque de l'Antiquité, il a contribué à renouveler l’intérêt pour l’œuvre scientifique de René Descartes, jusque-là méprisée.

## Œuvres
- 1893 : Leçons sur les origines de la science grecque, Paris, F.Alcan.
- 1894 : Num Cartesii methodus tantum valeat in suo opere illustrando quantum ipse senserit, thesim Facultati litterarum parisiensi, Montpellier, C. Coulet.
- 1894 : Essai sur les conditions et les limites de la certitude logique,  thèse de doctorat, Paris, "Bibliothèque de philosophie contemporaine" Félix Alcan, 1894.
- 1898 : Le rationnel : études complémentaires à l'"Essai sur la certitude logique", Paris, "Bibliothèque de philosophie contemporaine", F.Alcan.
- 1900 : Les philosophes géomètres de la Grèce. Platon et ses prédécesseurs, Vrin, 1934.
- 1906 : Paul Tannery, Paris.
- 1911 : Nouvelles études sur l'histoire de la pensée scientifique
- 1921 : Descartes savant, Paris, "Bibliothèque de philosophie contemporaine", F.Alcan.
- 1927 : La philosophie de Charles Renouvier, Paris, Librairie philosophique J. Vrin,  "Bibliothèque d'histoire de la philosophie".
- 1927 : Étude sur  Cournot, Paris, Librairie philosophique J. Vrin,  "Bibliothèque d'histoire de la philosophie".